# Чогьям Трунгпа Ринпоче
Чогьям Трунгпа Ринпоче (5 марта 1939 или 1940, Кам — 4 апреля 1987, Галифакс) — буддийский мастер медитации, тертон, одиннадцатый в линии передачи Трунгпа, принадлежащей школе Кагью тибетского буддизма.
Его школа получила название Шамбала-буддизм. Он основал Университет Наропы в Колорадо, США.
Его сын Сакьонг Мипам Ринпоче продолжает традицию ваджраяны и буддизма Шамбалы.

## Биография

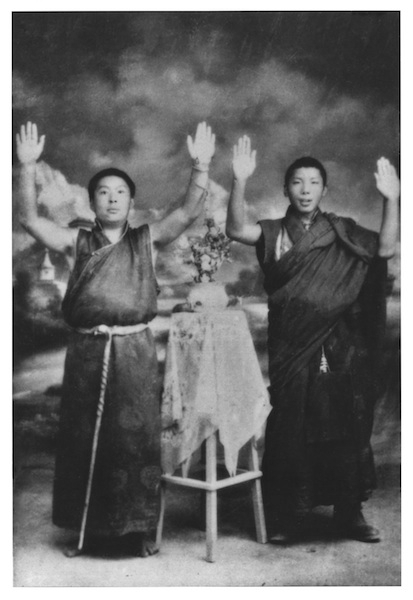
Кхенпо Гангшар (слева) и Чогьям Трунгпа

Трунгпа родился в области Кхам Тибета. Он был одиннадцатым перерождением в линии Трунгпа, важной линии школы Кагью. Эта линия перерождающихся учителей принадлежит к лидерам школы Кагью — одной из основных четырёх школ тибетского буддизма. Его основными учителями были Джамгон Конгтрул из Шечена (Shechen Kongtrul), Дилго Кьенце Ринпоче и Кхенпо Гангшар. После традиционного монастырского образования, а для юных тулку оно особенно интенсивное, Трунгпа Ринпоче стал верховным настоятелем монастыря Сурманг.
В 1959, уже широко известный на родине как учитель буддизма, он бежал от китайской оккупации из Тибета в Индию пешком через Гималаи.
С 1959 по 1963, по просьбе Далай-ламы XIV, Чогьям Трунгпа Ринпоче был духовным наставником в Школе молодых лам в Далхаусе, Индия.
В Индии он изучил английский язык, потом он изучал сравнительное религиоведение в Оксфордском университете.
В 1968 в Шотландии вместе с Аконгом Ринпоче он учредил Самъе Линг — первый на Западе медитационный центр в традиции тибетского буддизма.
В 1969 он снял монашеский сан и в начале 1970 женился на англичанке Диане Пайбес (Diana Judith Pybus; позже Diana Mukpo).
После переезда в США он занялся активной деятельностью по обучению буддизму. Теплые близкие отношения сложились с Сюнрю Судзуки Роши — мастером дзэн, который фактически принес дзэн в Америку.
В 1974 он основал в Боулдере (Колорадо) Институт Наропы, который позже стал именоваться Университетом Наропы. Это был первый аккредитованный буддийский университет в Северной Америке. Помимо этого Трунгпа основал по всему миру около сотни медитационных центров, получивших название Дхармадхату, первый такой центр был основан в 1973. Сейчас в мире имеется более 150 таких центров, которые стали называться медитационными центрами Шамбалы.
В 1976 Трунгпа приступил к активному обучению студентов по программе тренингов Шамбалы, созданной в соответствии с термой Шамбалы. Свои положения, на основании которых он проводил семинары по медитации, он описал в книге «Шамбала: священный путь воина».
В 1986 его здоровье ухудшилось, он переместил центр Ваджрадхату в Халифакс. Там он умер 4 апреля 1987. Его тело отправили в Карме Чолинг в Барнет (Вермонт), где произошла кремация 26 мая 1987.

## Сочинения
- Аспекты практики Архивная копия от 16 декабря 2008 на Wayback Machine
- Медитация в действии Архивная копия от 15 декабря 2008 на Wayback Machine
- Миф свободы и путь медитации Архивная копия от 14 июля 2007 на Wayback Machine
- Преодоление духовного материализма Архивная копия от 16 декабря 2008 на Wayback Machine
- Проблески Абхидхармы Архивная копия от 29 мая 2009 на Wayback Machine
- Шамбала: священный путь воина Архивная копия от 16 декабря 2008 на Wayback Machine